# Plasa Cornești, județul Bălți
Plasa Cornești a fost o unitate administrativ-teritorială din județul Bălți, România, care a existat între ani 1918-1929, 1938-1940 și 1941-1944.

## Lista localităților în 1925
Plasa Cornești a fost alcătuită din 10 comune și 26 sate.
| Comună              | Localități               | Amplasarea actuală |
| ------------------- | ------------------------ | ------------------ |
| 1. Bogheni          |                          |                    |
| Boghenii-Noi        | Boghenii Noi, Ungheni    |                    |
| Boghenii            | Boghenii Vechi, Ungheni  |                    |
| Mircești            | Mircești, Ungheni        |                    |
| Poiana              | Poiana, Ungheni          |                    |
| 2. Chirileni        |                          |                    |
| Bușila              | Bușila, Ungheni          |                    |
| Chirileni           | Chirileni, Ungheni       |                    |
| 3. Ciolacu Vechiu   |                          |                    |
| Ciolacu-Vechi       | Ciolacu Vechi, Fălești   |                    |
| Făgădău             | Făgădău, Fălești         |                    |
| Procoave            | Pocrovca, Fălești        |                    |
| Șoltoaia            | Șoltoaia, Fălești        |                    |
| 4. Condrătești      |                          |                    |
| Condrătești         | Condrătești, Ungheni     |                    |
| Curtoaia            | Curtoaia, Ungheni        |                    |
| 5. Corneștii-Târg   |                          |                    |
| Bumbăta             | Bumbăta, Ungheni         |                    |
| Cornești-Sat        | Cornești                 |                    |
| Corneștii-Târg      | Cornești                 |                    |
| Românca             | Romanovca, Ungheni       |                    |
| 6. Hârcești         |                          |                    |
| Hârcești            | Hîrcești, Ungheni        |                    |
| 7. Năpădeni         |                          |                    |
| Năpădeni            | Năpădeni, Ungheni        |                    |
| 8. Sinești          |                          |                    |
| Mânzătești          | Mînzătești, Ungheni      |                    |
| Sinești             | Sinești, Ungheni         |                    |
| 9. Teșcureni        |                          |                    |
| Coșeni              | Coșeni, Ungheni          |                    |
| Teșcureni           | Teșcureni, Ungheni       |                    |
| Țâgara              | Țîghira, Ungheni         |                    |
| 10. Zăzulenii-Vechi |                          |                    |
| Negurenii-Noui      | Negurenii Noi, Ungheni   |                    |
| Negurenii-Vechi     | Negurenii Vechi, Ungheni |                    |
| Zăzulenii-Noui      | Zăzulenii Noi, Ungheni   |                    |
| Zăzulenii-Vechi     | Zăzulenii Vechi, Ungheni |                    |